# Liste der Brücken über die Wyna
Die Liste der Brücken über die Wyna enthält die Wyna-Brücken von der Quelle südlich des Dorfes Neudorf bis zur Mündung bei Suhr in die Suhre.

## Brückenliste
138 Übergänge überspannen den Fluss: 87 Strassen- und Feldwegbrücken, 32 Fussgängerbrücken, acht Gebäude-«Brücken», sieben Eisenbahnbrücken, zwei Rohrträgerbrücken und zwei Wehrstege.

### Luzerner Wynental
34 Übergänge überspannen den Fluss in Beromünster.
| Bild | Name                                 | Ort         | Lage | Funktion                                                         | Konstruktion  | Material    | Länge in m | Höhe m ü. M. | Bemerkungen |
| ---- | ------------------------------------ | ----------- | ---- | ---------------------------------------------------------------- | ------------- | ----------- | ---------- | ------------ | --- |
|      | Ursprung der Wyna                    | Neudorf     |      |                                                                  |               |             |            | 708          | Der Vollständigkeit halber aufgeführt. |
|      | Weierhus-Übergang                    | Neudorf     |      | Feldweg                                                          | Bachdurchlass | Beton       | 4          | 704          | |
|      | Luzernerstrasse-Brücke               | Neudorf     |      | Strassenbrücke (zweispurig)                                      | Balkenbrücke  | Beton       | 20         | 697          | Höchstgeschwindigkeit 80 km/h AAGR-Buslinien 50 (Luzern Bahnhof–Beromünster–Menziken Bahnhof) und 52 (Luzern–Rothenburg–Beromünster–Gunzwil–Rickenbach) |
|      | Römerswilerstrasse-Übergang          | Neudorf     |      | Wohnstrasse                                                      | Bachdurchlass | Beton       | 4          | 681          | Höchstgeschwindigkeit 50 km/h |
|      | Chilerain-Übergang                   | Neudorf     |      | Fussweg                                                          | Bachdurchlass | Beton       | 4          | 670          | |
|      | Schulhausstrasse-Übergang            | Neudorf     |      | Wohnstrasse                                                      | Bachdurchlass | Beton       | 4          | 667          | Höchstgeschwindigkeit 30 km/h |
|      | Rossweid-Übergang                    | Neudorf     |      | Wohnstrasse (zweispurig) mit Trottoir                            | Bachdurchlass | Beton       | 4          | 665          | |
|      | Lindenweg-Übergang                   | Neudorf     |      | Wohnstrasse (zweispurig)                                         | Bachdurchlass | Beton       | 4          | 664          | Höchstgeschwindigkeit 30 km/h Wanderweg |
|      | Luzernerstrasse-Übergang             | Neudorf     |      | Hauptstrasse (zweispurig) mit Trottoirs                          | Bachdurchlass | Beton       | 4          | 663          | Höchstgeschwindigkeit 50 km/h AAGR-Buslinien 50 (Luzern Bahnhof–Beromünster–Menziken Bahnhof) und 52 (Luzern–Rothenburg–Beromünster–Gunzwil–Rickenbach) |
|      | Wapfgrund-Übergang                   | Neudorf     |      | Lokalstrasse (zweispurig)                                        | Bachdurchlass | Beton       | 4          | 662          | Höchstgeschwindigkeit 30 km/h |
|      | Übergang zur Luzernerstrasse 4       | Neudorf     |      | Zufahrtsstrasse (zweispurig)                                     | Bachdurchlass | Beton       | 4          | 662          | |
|      | Paradiesli-Übergang                  | Neudorf     |      | Lokalstrasse (zweispurig)                                        | Bachdurchlass | Beton       | 4          | 660          | |
|      | Übergang bei Moos                    | Neudorf     |      | Feldwegbrücke                                                    | Bachdurchlass | Beton       | 4          | 660          | |
|      | Brücke beim Flugfeld                 | Neudorf     |      | Feldwegbrücke                                                    | Balkenbrücke  | Beton       | 8          | 654          | |
|      | Brücke bei der Flugpiste             | Neudorf     |      | Strassenbrücke (einspurig) mit Rohrleitungen an der Brückenseite | Balkenbrücke  | Beton       | 8          | 651          | Die Strasse überquert die Graspiste des Flugplatzes Luzern-Beromünster. Das Befahren der Strasse erfolgt ausnahmslos auf eigene Gefahr. |
|      | Brücke beim Wissbach                 | Neudorf     |      | Feldwegbrücke mit Holzschranke                                   | Balkenbrücke  | Beton       | 6          | 649          | |
|      | Brücke beim Bürgermoos               | Beromünster |      | Feldwegbrücke mit Holzschranke                                   | Balkenbrücke  | Beton       | 8          | 648          | |
|      | Wiholzstrasse-Brücke                 | Beromünster |      | Strassenbrücke (einspurig)                                       | Balkenbrücke  | Beton       | 8          | 647          | Veloland-Route 599 Herzschlaufe Seetal (Etappe 2 Lenzburg–Eschenbach) |
|      | Brücke bei Eichmatt                  | Beromünster |      | Feldwegbrücke                                                    | Balkenbrücke  | Beton       | 7          | 651          | Brücke führt über ein Hochwasserrückhaltebecken mit Geröllsammler |
|      | Brücke bei Bleiki                    | Beromünster |      | Strassenbrücke (einspurig)                                       | Balkenbrücke  | Beton       | 7          | 644          | Zufahrt zur Badi Möischter (Freiluftbad Bachheim) |
|      | Alte Amtsschreiberei-Brücke          | Beromünster |      | Strassenbrücke (einspurig)                                       | Balkenbrücke  | Beton       | 8          | 636          | Zufahrt zum Parkplatz Badi Möischter |
|      | Steg bei Ryn                         | Beromünster |      | Fussgängerbrücke                                                 | Balkenbrücke  | Beton       | 6          | 636          | Übergang ist nicht behindertengerecht (steile Treppe). |
|      | Brücke bei Ryn                       | Beromünster |      | Strassenbrücke (einspurig)                                       | Balkenbrücke  | Beton       | 7          | 636          | |
|      | Steg bei Gärbi                       | Beromünster |      | Fussgängerbrücke                                                 | Balkenbrücke  | Beton       | 8          | 636          | |
|      | Fläcke-Brücke (Luzernerstrasse)      | Beromünster |      | Strassenbrücke (zweispurig) mit Trottoirs                        | Bogenbrücke   | Stein Beton | 15         | 635          | Gebaut zwischen 1830 und 1847 Das Bauwerk ist im Kantonalen Bauinventar als schützenswert aufgeführt. Höchstgeschwindigkeit 50 km/h AAGR-Buslinien 50 (Luzern Bahnhof–Beromünster–Menziken Bahnhof) und 52 (Luzern–Rothenburg–Beromünster–Gunzwil–Rickenbach) Veloland-Route 67 Wynental-Route (Luzern–Aarau), Route 84 Mittelländer Hügelrute (Etappe 3 Sursee–Muri AG) und Route 599 Herzschlaufe Seetal (Etappe 2 Lenzburg–Eschenbach) |
|      | Under Brugg-Brücke                   | Beromünster |      | Strassenbrücke (einspurig)                                       | Balkenbrücke  | Beton       | 8          | 634          | Wanderweg Beromünster–St.Wendel–Herlisberg |
|      | Ostumfahrung «Under Brugg» (geplant) | Beromünster |      | Strassenbrücke (zweispurig)                                      | Balkenbrücke  | Beton       |            | 630          | Die Ausführung des 2023 bewilligten Projekts wird frühestens 2028 starten (Bauarbeiten rund 4 Jahre). |
|      | Brücke bei Mülimatt                  | Beromünster |      | Feldwegbrücke                                                    | Balkenbrücke  | Beton       | 4          | 628          | |
|      | Steg bei Schliffi                    | Beromünster |      | Fussgänger- und Velobrücke                                       | Balkenbrücke  | Holz        | 6          | 622          | Wanderwege Beromünster–St.Wendel–Herlisberg und Beromünster–Schwarzenbach |
|      | Steg bei Schliffitobel               | Beromünster |      | Fussgängerbrücke                                                 | Balkenbrücke  | Stahl       | 7          | 621          | Wanderweg Beromünster–St.Wendel–Herlisberg Übergang ist nicht behindertengerecht (Stufe). |
|      | Brücke bei Rybeli                    | Beromünster |      | Feldwegbrücke                                                    | Balkenbrücke  | Beton       | 12         | 620          | Allgemeines Fahrverbot: Ausgenommen landwirtschaftliche Fahrten Wanderweg Beromünster–Schwarzenbach |
|      | Brücke bei Winonmühle                | Beromünster |      | Feldwegbrücke                                                    | Balkenbrücke  | Beton       | 10         | 601          | Teilweise mit Gras überwachsene Schotterstrasse |
|      | Obere Winon-Brücke                   | Beromünster |      | Strassenbrücke (einspurig) mit Rohrleitung an der Brückenseite   | Bogenbrücke   | Stein Beton | 12         | 600          | Gebaut 1724 Das Bauwerk ist im Kantonalen Bauinventar als erhaltenswert aufgeführt. Wanderweg Maihusen–Herlisberg |
|      | Winon-Brücke                         | Beromünster |      | Strassenbrücke (zweispurig)                                      | Bogenbrücke   | Stein Beton | 20         | 605          | Gebaut 1836 Das Bauwerk ist im Kantonalen Bauinventar als schützenswert aufgeführt. Höchstgeschwindigkeit 80 km/h PostAuto-Buslinie 398 (Beinwil am See–Beromünster) |
|      | Brücke bei Winon 8                   | Beromünster |      | Feldwegbrücke                                                    | Balkenbrücke  | Beton       | 6          | 592          | Zufahrt zum Gebäude Winon 8.4. |
|      | Untere Winon-Brücke                  | Beromünster |      | Strassenbrücke (zweispurig) mit Rohrleitung an der Brückenseite  | Bogenbrücke   | Stein Beton | 12         | 591          | Gebaut 1861 Das Bauwerk ist im Kantonalen Bauinventar als schützenswert aufgeführt. |

### Oberes Aargauer Wynental
59 Übergänge überspannen den Fluss von Menziken bis Gontenschwil.
| Bild | Name                                              | Ort                     | Lage | Funktion | Konstruktion  | Material    | Länge in m | Höhe m ü. M. | Bemerkungen |
| ---- | ------------------------------------------------- | ----------------------- | ---- | --- | ------------- | ----------- | ---------- | ------------ | --- |
|      | Unbenannte Brücke                                 | Menziken                |      | Fussgänger- und Velobrücke                                                                                                 | Balkenbrücke  | Stahl Beton | 22         | 578          | Gemeinsamer Rad- und Fussweg Andere Gefahren: Viehtrieb Veloland-Route 67 Wynental-Route (Luzern–Aarau) und Aargauer Veloroute 560 (Menziken-Aarau) Der Veloweg wurde auf dem ehemaligen Trassee der Möischterlinie Beinwil am See–Beromünster gebaut und im Oktober 2008 eröffnet.       |
|      | Langackerstrasse-Brücke                           | Menziken                |      | Feldwegbrücke | Balkenbrücke  | Beton       | 13         | 572          | |
|      | Unbenannte Brücke                                 | Menziken                |      | Feldwegbrücke | Balkenbrücke  | Beton       | 13         | 565          | |
|      | Unbenannte Brücke                                 | Menziken                |      | Fussgängerbrücke | Bogenbrücke   | Stein Holz  | 12         | 557          | |
|      | Walzistrasse-Brücke                               | Menziken                |      | Strassenbrücke (zweispurig) mit Trottoir                                                                                   | Bogenbrücke   | Beton       | 18         | 556          | Sackgasse Höchstgeschwindigkeit 50 km/h Veloland-Route 67 Wynental-Route (Luzern–Aarau) und Aargauer Veloroute 560 (Menziken-Aarau) Zufahrt zum Parkplatz Schwimmbad Menziken |
|      | Unbenannter Steg                                  | Menziken                |      | Fussgängerbrücke | Balkenbrücke  | Beton       | 10         | 553          | Übergang ist nicht behindertengerecht (Treppe). |
|      | Unbenannter Steg                                  | Menziken                |      | Fussgängerbrücke | Balkenbrücke  | Beton       | 8          | 549          | |
|      | Rohrträger-Brücke                                 | Menziken                |      | Rohrleitungsbrücke | Balkenbrücke  | Stahl       | 5          | 548          | |
|      | Obere Wynabrücke Menziken                         | Menziken                |      | Strassenbrücke (zweispurig) mit Trottoirs 242                                                                              | Bachdurchlass | Beton       | 24         | 547          | Gebaut 2004 Bauwerksnummer B‑570 Höchstgeschwindigkeit 50 km/h PostAuto-Buslinie 399 (Beinwil am See–Rickenbach LU–Sursee) und AAGR-Buslinie 50 (Luzern Bahnhof–Beromünster–Menziken Bahnhof) Veloland-Route 67 Wynental-Route (Luzern–Aarau) und Aargauer Veloroute 560 (Menziken-Aarau) |
|      | Unbenannte Brücke                                 | Menziken                |      | Strassenbrücke (einspurig)                                                                                                 | Balkenbrücke  | Beton       | 8          | 546          | Höchstgeschwindigkeit 50 km/h |
|      | Gässlibrücke (Bodenstrasse)                       | Menziken                |      | Fussgängerbrücke | Balkenbrücke  | Beton       | 10         | 546          | Metallpoller dienen als Durchfahrtssperre. Wanderweg |
|      | Gebäude Hauptstrasse 65                           | Menziken                |      | Gebäude-«Brücke» | Bachdurchlass | Beton       | 16         | 546          | |
|      | Mittlere Wynabrücke Menziken                      | Menziken                |      | Strassenbrücke (zweispurig) mit Trottoirs 242                                                                              | Bachdurchlass | Beton       | 70         | 545          | Gebaut 1983 Bauwerksnummer B‑569 Höchstgeschwindigkeit 50 km/h AAGR-Buslinie 50 (Luzern Bahnhof–Beromünster–Menziken Bahnhof) Veloland-Route 67 Wynental-Route (Luzern–Aarau) und Aargauer Veloroute 560 (Menziken-Aarau) Wanderweg Menziken-Burg                                         |
|      | Unbenannter Steg                                  | Menziken                |      | Wehrbrücke | Balkenbrücke  | Stahl Holz  | 7          | 544          | |
|      | Unbenannte Brücke                                 | Menziken                |      | Fussgängerbrücke | Balkenbrücke  | Holz        | 10         | 543          | Gebaut 1984, saniert 2011 Allgemeines Fahrverbot |
|      | Unbenannte Brücke                                 | Menziken                |      | Strassenbrücke (einspurig)                                                                                                 | Balkenbrücke  | Beton       | 10         | 543          | |
|      | Unbenannte Brücke                                 | Menziken                |      | Fussgängerbrücke | Bogenbrücke   | Stein Beton | 10         | 541          | Gebaut vermutlich anfangs 19. Jh. Metallpoller dienen als Durchfahrtssperre. |
|      | Unbenannter Steg                                  | Menziken                |      | Fussgängerbrücke | Balkenbrücke  | Stahl Holz  | 10         | 541          | |
|      | Herkulesstrasse-Brücke                            | Menziken                |      | Strassenbrücke (zweispurig)                                                                                                | Bogenbrücke   | Beton       | 14         | 541          | Höchstgeschwindigkeit 50 km/h |
|      | Untere Wynabrücke Menziken (Durchlass Schlör)     | Menziken                |      | Strassenbrücke (zweispurig) mit Trottoirs 242                                                                              | Bachdurchlass | Beton       | 110        | 540          | Gebaut 1986 Bauwerksnummer B‑568 Höchstgeschwindigkeit 50 km/h Veloland-Route 67 Wynental-Route (Luzern–Aarau) und Aargauer Veloroute 560 (Menziken-Aarau) |
|      | Unbenannter Steg                                  | Menziken                |      | Fussgängerbrücke | Balkenbrücke  | Stahl Holz  | 8          | 540          | |
|      | Gebäude Renault (Hauptstrasse 15)                 | Menziken                |      | Gebäude-«Brücke» | Bachdurchlass | Beton       | 20         | 539          | |
|      | Bifangstrasse-Brücke                              | Menziken                |      | Strassenbrücke (zweispurig)                                                                                                | Bachdurchlass | Beton       | 16         | 539          | Höchstgeschwindigkeit 50 km/h |
|      | Hydrometrische Messstation-Brücke                 | Reinach                 |      | Fussgängerbrücke (privat)                                                                                                  | Balkenbrücke  | Stahl       | 8          | 536          | Hydrometrische Messstation Nr. 379 des Kantons Aargau (BVU Departement Bau, Verkehr und Umwelt) |
|      | Unbenannte Brücke                                 | Reinach                 |      | Strassenbrücke (zweispurig)                                                                                                | Bachdurchlass | Beton       | 20         | 535          | Frachteinfahrt zur Fabrik Fischer Reinach. |
|      | Spitalstrasse-Brücke                              | Reinach                 |      | Strassenbrücke (zweispurig) mit Trottoir                                                                                   | Bachdurchlass | Beton       | 16         | 534          | Gebaut 2000 Höchstgeschwindigkeit 50 km/h PostAuto-Buslinien 398 (Beinwil am See–Beromünster) und 399 (Beinwil am See–Rickenbach LU–Sursee) |
|      | Unbenannte Brücke                                 | Reinach                 |      | Strassenbrücke (einspurig)                                                                                                 | Bachdurchlass | Beton       | 8          | 531          | Sackgasse |
|      | Bahnhofstrasse-Brücke                             | Reinach                 |      | Strassenbrücke (zweispurig) mit Trottoirs                                                                                  | Bachdurchlass | Beton       | 8          | 531          | PostAuto-Buslinien 398 (Beinwil am See–Beromünster) und 399 (Beinwil am See–Rickenbach LU–Sursee) |
|      | Gebäude Restaurant Wynestübli (Bahnhofstrasse 14) | Reinach                 |      | Gebäude-«Brücke» | Bachdurchlass | Beton       | 10         | 530          | Gebaut 1906 |
|      | Tunaustrasse-Brücke                               | Reinach                 |      | Strassenbrücke (zweispurig)                                                                                                | Bachdurchlass | Beton       | 6          | 530          | Höchstgewicht 18 t Zufahrt zu Privatparkplätzen |
|      | Unbenannte Brücke                                 | Reinach                 |      | Strassenbrücke (zweispurig) mit Trottoir                                                                                   | Bachdurchlass | Beton       | 8          | 530          | PostAuto-Buslinien 398 (Beinwil am See–Beromünster) und 399 (Beinwil am See–Rickenbach LU–Sursee) Wanderweg Reinach Nord-Pfeffikon Mühle |
|      | Unbenannter Steg                                  | Reinach                 |      | Fussgängerbrücke | Balkenbrücke  | Stahl Beton | 7          | 530          | Zugang zum Gebäude Bahnhofstrasse 5. Übergang ist nicht behindertengerecht (Treppe). |
|      | Unbenannter Steg                                  | Reinach                 |      | Fussgängerbrücke mit Kabelleitungen an der Brückenseite                                                                    | Balkenbrücke  | Beton       | 6          | 530          | |
|      | Wynabrücke Reinach                                | Reinach                 |      | Strassenbrücke (zweispurig) mit Trottoirs 242                                                                              | Bachdurchlass | Beton       | 18         | 530          | Gebaut 1837 Bauwerksnummer B‑567 Höchstgeschwindigkeit 50 km/h PostAuto-Buslinien 398 (Beinwil am See–Beromünster) und 399 (Beinwil am See–Rickenbach LU–Sursee) Veloland-Route 67 Wynental-Route (Luzern–Aarau) und Aargauer Veloroute 560 (Menziken-Aarau)                              |
|      | Unbenannte Brücke                                 | Reinach                 |      | Fussgängerbrücke | Balkenbrücke  | Stahl       | 6          | 530          | |
|      | Obere Stumpenbachstrasse-Brücke                   | Reinach                 |      | Strassenbrücke (zweispurig)                                                                                                | Balkenbrücke  | Stahl       | 8          | 530          | Einbahnstrasse (Fahrtrichtung Bärenmarkt und Hauptstrasse 23) Einfahrt verboten (Fahrtrichtung Färberstrasse) Höchstgeschwindigkeit 50 km/h |
|      | Gebäude Hauptstrasse 42                           | Reinach                 |      | Gebäude-«Brücke» | Bachdurchlass | Beton       | 10         | 530          | |
|      | Färberstrasse-Brücke                              | Reinach                 |      | Strassenbrücke (zweispurig) mit markierten Parkfeldern                                                                     | Balkenbrücke  | Beton       | 8          | 529          | Einbahnstrasse (Fahrtrichtung Pfeffikon) Einfahrt verboten (Fahrtrichtung Hauptstrasse 23) Höchstgeschwindigkeit 50 km/h Höchstgewicht 18 t |
|      | Gebäude Färberstrasse 2                           | Reinach                 |      | Gebäude-«Brücke» | Bachdurchlass | Beton       | 15         | 529          | Gebaut 1834 |
|      | Unbenannte Brücke                                 | Reinach                 |      | Strassenbrücke (einspurig)                                                                                                 | Balkenbrücke  | Beton       | 8          | 529          | Sackgasse: Zufahrt zu Parkplatzareal Höchstgeschwindigkeit 50 km/h Höchstgewicht 18 t |
|      | Unbenannter Steg                                  | Reinach                 |      | Fussgängerbrücke | Balkenbrücke  | Beton       | 8          | 528          | Zugang zum Gebäude Postplatz 3. Übergang ist nicht behindertengerecht (Treppe). |
|      | Post-Gebäude (Alte Strasse 56)                    | Reinach                 |      | Gebäude-«Brücke» | Bachdurchlass | Beton       | 15         | 527          | Gebaut 1940 |
|      | Gebäude Postplatz 4.1                             | Reinach                 |      | Gebäude-«Brücke» | Bachdurchlass | Beton       | 15         | 527          | Gebaut 1940 |
|      | Schmiedgasse-Brücke                               | Reinach                 |      | Strassenbrücke (zweispurig) mit Trottoir                                                                                   | Balkenbrücke  | Beton       | 10         | 526          | Gebaut 2007 Höchstgeschwindigkeit 50 km/h |
|      | Gigerstrasse-Brücke                               | Reinach                 |      | Strassenbrücke (zweispurig) mit Trottoir                                                                                   | Balkenbrücke  | Beton       | 7          | 525          | Höchstgeschwindigkeit 50 km/h |
|      | Gebäude Alte Strasse 32                           | Reinach                 |      | Gebäude-«Brücke» | Bachdurchlass | Beton       | 24         | 524          | Gebaut 1932 |
|      | Brüggliweg-Steg                                   | Reinach                 |      | Fussgängerbrücke | Balkenbrücke  | Beton       | 6          | 524          | Gebaut 2011 |
|      | Breitestrasse-Brücke                              | Reinach                 |      | Strassenbrücke (einspurig) mit abgetrenntem Trottoir und Rohrleitung an der Brückenseite                                   | Balkenbrücke  | Beton       | 12         | 523          | Höchstgeschwindigkeit 50 km/h |
|      | Alzbachstrasse-Brücke                             | Reinach                 |      | Strassenbrücke (zweispurig) mit Trottoirs, Fussgängerstreifen, Hochspannungskabel und Rohrleitung an den Brückenseiten 333 | Balkenbrücke  | Beton       | 12         | 522          | Gebaut 1916 Bauwerksnummer B‑620 Höchstgeschwindigkeit 50 km/h |
|      | Griensammlerstrasse-Brücke                        | Reinach                 |      | Strassenbrücke (einspurig) mit Trottoir                                                                                    | Balkenbrücke  | Beton       | 11         | 516          | Höchstgeschwindigkeit 50 km/h Metallpoller beim Trottoir dienen als Durchfahrtssperre. |
|      | Unbenannte Brücke                                 | Reinach                 |      | Feldwegbrücke | Balkenbrücke  | Beton       | 8          | 512          | |
|      | Wilistrasse-Brücke                                | Gontenschwil            |      | Strassenbrücke (zweispurig)                                                                                                | Balkenbrücke  | Beton       | 15         | 511          | |
|      | Haselstrasse-Brücke                               | Gontenschwil            |      | Feldwegbrücke | Balkenbrücke  | Beton       | 10         | 509          | |
|      | Moosstrasse-Brücke                                | Gontenschwil – Zetzwil  |      | Feldwegbrücke | Balkenbrücke  | Beton       | 10         | 506          | Wanderweg Zetzwil–Gontenschwil |
|      | Unbenannter Steg                                  | Gontenschwil – Zetzwil  |      | Wehrbrücke | Balkenbrücke  | Beton       | 6          | 506          | Hochwasserrückhaltebecken Moos-Steg |
|      | Wynentalbahn-Brücke                               | Gontenschwil – Zetzwil  |      | Eisenbahnbrücke (eingleisig)                                                                                               | Bogenbrücke   | Stein       | 14         | 506          | WSB Bahnstrecke Aarau−Menziken |
|      | Wyna-Brücke (Gontenschwilerstrasse)               | Gontenschwil – Zetzwil  |      | Strassenbrücke (zweispurig) mit Trottoir 332                                                                               | Balkenbrücke  | Beton       | 20         | 506          | Gebaut 2018 Bauwerksnummer B‑616 Höchstgeschwindigkeit 80 km/h |
|      | Unbenannter Steg                                  | Gontenschwil – Zetzwil  |      | Fussgängerbrücke | Balkenbrücke  | Beton       | 20         | 498          | |
|      | Wynentalbahn-Brücke                               | Gontenschwil – Oberkulm |      | Eisenbahnbrücke (eingleisig)                                                                                               | Balkenbrücke  | Beton       | 18         | 494          | WSB Bahnstrecke Aarau−Menziken |

### Mittleres Aargauer Wynental
16 Übergänge überspannen den Fluss von Oberkulm bis Teufenthal.
| Bild | Name                                  | Ort                    | Lage | Funktion                                                                                             | Konstruktion | Material    | Länge in m | Höhe m ü. M. | Bemerkungen |
| ---- | ------------------------------------- | ---------------------- | ---- | --- | ------------ | ----------- | ---------- | ------------ | --- |
|      | Wynabrücke (Gontenschwilerstrasse)    | Oberkulm               |      | Strassenbrücke (zweispurig)                                                                          | Balkenbrücke | Beton       | 25         | 493          | Ersatzneubau 2020 Verbot für Lastwagen: Ausgenommen Unterhaltsfahrzeuge Höchstgeschwindigkeit 50 km/h Höchstgewicht 16 t                                                         |
|      | Oberstegbrücke (Grosssteinengasse)    | Oberkulm               |      | Strassenbrücke (zweispurig)                                                                          | Bogenbrücke  | Stein Beton | 18         | 480          | Höchstgeschwindigkeit 30 km/h |
|      | Unbenannter Steg                      | Oberkulm               |      | Fussgängerbrücke                                                                                     | Balkenbrücke | Holz Beton  | 12         | 476          | Stahlbarrieren dienen als Durchfahrtssperre für Velos. Zugang zu den Schul- und Sportanlagen Oberkulm.                                                                           |
|      | Wynabrücke Oberkulm (Oberstegstrasse) | Oberkulm               |      | Strassenbrücke (zweispurig) mit Kabelkanalleitungen an den Brückenseiten                             | Bogenbrücke  | Stein       | 12         | 475          | Gebaut 19. Jh. Das Bauwerk ist denkmalgeschützt. Höchstgeschwindigkeit 30 km/h Wanderweg Oberkulm–Junkerwald                                                                     |
|      | Mühlefeld-Brücke                      | Oberkulm               |      | Strassenbrücke (einspurig)                                                                           | Balkenbrücke | Stahl Holz  | 12         | 473          | Allgemeines Fahrverbot: Ausgenommen Berechtigte Höchstgeschwindigkeit 50 km/h |
|      | Schützenweg-Brücke                    | Oberkulm               |      | Strassenbrücke (einspurig) mit Rohrleitung an der Brückenseite                                       | Bogenbrücke  | Beton       | 12         | 471          | Höchstgeschwindigkeit 50 km/h Höchstgewicht 16 t |
|      | Webereistrasse-Brücke                 | Oberkulm               |      | Strassenbrücke (einspurig) mit Rohrleitung an der Brückenseite                                       | Bogenbrücke  | Beton       | 16         | 469          | Höchstgeschwindigkeit 50 km/h Höchstgewicht 8 t |
|      | Brühlstrasse-Brücke                   | Oberkulm               |      | Strassenbrücke (einspurig) mit Rohrleitung an der Brückenseite                                       | Balkenbrücke | Beton       | 8          | 468          | Höchstgeschwindigkeit 50 km/h |
|      | Wynabrücke Unterkulm (Böhlerstrasse)  | Unterkulm              |      | Strassenbrücke (zweispurig) mit abgetrenntem Trottoir und Rohrleitungen an den Brückenseiten 285 237 | Balkenbrücke | Beton       | 10         | 461          | Gebaut 1938 Bauwerksnummern B-562 und B-8103 (Gehsteg) Höchstgeschwindigkeit 50 km/h Veloland-Route 67 Wynental-Route (Luzern–Aarau) und Aargauer Veloroute 560 (Menziken-Aarau) |
|      | Im Dorf-Brücke                        | Unterkulm              |      | Strassenbrücke (zweispurig)                                                                          | Balkenbrücke | Beton       | 18         | 459          | Gebaut 2015 Bauwerksnummer B-6110 Höchstgeschwindigkeit 50 km/h |
|      | Binzhaldenstrasse-Brücke              | Unterkulm              |      | Strassenbrücke (zweispurig) mit abgetrenntem Trottoir                                                | Balkenbrücke | Beton       | 8          | 459          | Höchstgeschwindigkeit 50 km/h Wanderweg |
|      | Winkelstrasse-Brücke                  | Unterkulm              |      | Strassenbrücke (zweispurig) mit Trottoirs                                                            | Balkenbrücke | Beton       | 10         | 458          | Höchstgeschwindigkeit 50 km/h |
|      | Hydrometrische Messstation-Brücke     | Unterkulm              |      | Fussgängerbrücke (privat)                                                                            | Balkenbrücke | Stahl       | 6          | 455          | Hydrometrische Messstation Nr. 334 des Kantons Aargau (BVU Departement Bau, Verkehr und Umwelt)                                                                                  |
|      | Rainenstrasse-Brücke                  | Unterkulm              |      | Strassenbrücke (einspurig) mit schmalen Trottoirs                                                    | Balkenbrücke | Beton       | 8          | 453          | Höchstgeschwindigkeit 60 km/h Veloland-Route 67 Wynental-Route (Luzern–Aarau) und Aargauer Veloroute 560 (Menziken-Aarau)                                                        |
|      | Grenzweg-Brücke                       | Teufenthal             |      | Strassenbrücke (einspurig) mit schmalen Trottoirs und Rohrleitung an der Brückenseite                | Balkenbrücke | Beton       | 7          | 445          | Höchstgeschwindigkeit 50 km/h |
|      | Schmittengasse-Brücke                 | Unterkulm – Teufenthal |      | Strassenbrücke (einspurig) mit schmalen Trottoirs und Rohrleitung an der Brückenseite                | Bogenbrücke  | Stein Beton | 10         | 443          | Gebaut 1866 Höchstgeschwindigkeit 50 km/h Veloland-Route 599 Herzschlaufe Seetal (Etappe 2 Lenzburg–Eschenbach) Wanderweg Teufenthal−Wannenhof                                   |

### Unteres Aargauer Wynental
29 Übergänge überspannen den Fluss in Gränichen und Suhr.
| Bild | Name                                   | Ort       | Lage | Funktion                                 | Konstruktion   | Material    | Länge in m | Höhe m ü. M. | Bemerkungen |
| ---- | -------------------------------------- | --------- | ---- | ---------------------------------------- | -------------- | ----------- | ---------- | ------------ | --- |
|      | Bleienstrasse-Brücke                   | Gränichen |      | Strassenbrücke (zweispurig)              | Balkenbrücke   | Beton       | 20         | 428          | Fahrverbot für Motorwagen und Motorräder: Ausgenommen Zubringerdienst Veloland-Route 67 Wynental-Route (Luzern–Aarau) und Aargauer Veloroute 560 (Menziken-Aarau) |
|      | Wynentalbahn-Brücke                    | Gränichen |      | Eisenbahnbrücke (eingleisig)             | Bachdurchlass  | Beton       | 30         | 428          | WSB Bahnstrecke Aarau−Menziken |
|      | Wynabrücke Bleien                      | Gränichen |      | Strassenbrücke (zweispurig) 242          | Bachdurchlass  | Beton       | 26         | 428          | Gebaut 1984 Bauwerksnummer B-156 Höchstgeschwindigkeit 60 km/h |
|      | Bläienmattenweg-Brücke                 | Gränichen |      | Strassenbrücke (einspurig)               | Bachdurchlass  | Beton       | 20         | 428          | Fahrverbot für Motorwagen und Motorräder: Ausgenommen Landwirtschaft |
|      | Hegi-Wehrsteg                          | Gränichen |      | Wehrbrücke                               | Balkenbrücke   | Stahl       | 12         | 424          | Durchgang verboten Die Wuhranlagen sind denkmalgeschützt. |
|      | Wasserwändibrücke (Schürbergstrasse)   | Gränichen |      | Strassenbrücke (zweispurig)              | Bogenbrücke    | Stein Beton | 15         | 421          | Gebaut vermutlich zwischen 1832 und 1837 Bauwerk ist denkmalgeschützt. Höchstgeschwindigkeit 60 km/h Veloland-Route 67 Wynental-Route (Luzern–Aarau) und Aargauer Veloroute 560 (Menziken-Aarau)                                                                     |
|      | Unbenannter Steg                       | Gränichen |      | Fussgängerbrücke                         | Balkenbrücke   | Holz        | 14         | 417          | |
|      | Wynentalbahn-Brücke Chyz (Wasserwändi) | Gränichen |      | Eisenbahnbrücke (eingleisig)             | Balkenbrücke   | Beton       | 30         | 417          | Gebaut 1983 Bauwerksnummer B-7809 WSB Bahnstrecke Aarau−Menziken |
|      | Erlenweg-Brücke                        | Gränichen |      | Strassenbrücke (zweispurig)              | Balkenbrücke   | Beton       | 20         | 416          | Fahrverbot für Motorwagen und Motorräder: Ausgenommen Landwirtschaft |
|      | Fussgängersteg Oberdorf                | Gränichen |      | Fussgängerbrücke                         | Balkenbrücke   | Beton       | 16         | 415          | Gebaut 1984 Bauwerksnummer B-7807 Allgemeines Fahrverbot Metallpoller dienen als Durchfahrtssperre. |
|      | Wynabrücke Leerber                     | Gränichen |      | Strassenbrücke (zweispurig) mit Trottoir | Balkenbrücke   | Beton       | 12         | 413          | Gebaut 1983 Bauwerksnummer B-7806 Höchstgeschwindigkeit 50 km/h |
|      | Wynentalbahn-Brücke Leerber            | Gränichen |      | Eisenbahnbrücke (eingleisig)             | Balkenbrücke   | Beton       | 40         | 413          | Gebaut 1983 Bauwerksnummer B-7804 Höchstgeschwindigkeit 65 km/h WSB Bahnstrecke Aarau−Menziken |
|      | Fussgängersteg Leerber                 | Gränichen |      | Fussgängerbrücke                         | Balkenbrücke   | Beton       | 22         | 413          | Gebaut 1983 Bauwerksnummer B-7810 Fahrverbot für Motorwagen, Motorräder und Motorfahrräder |
|      | Rohrträger-Brücke                      | Gränichen |      | Rohrleitungsbrücke                       | Bogenbrücke    | Stahl       | 5          | 413          | |
|      | Wynabrücke Winkel-Ruus (Chrotewynli)   | Gränichen |      | Strassenbrücke (zweispurig) mit Trottoir | Balkenbrücke   | Beton       | 18         | 411          | Gebaut 1983 Bauwerksnummer B-7803 Sackgasse Höchstgeschwindigkeit 50 km/h |
|      | Vorstadtstrasse-Brücke                 | Gränichen |      | Strassenbrücke (zweispurig) mit Trottoir | Balkenbrücke   | Beton       | 20         | 410          | Höchstgeschwindigkeit 50 km/h |
|      | Fussgängerbrücke Vorstadt Gränichen    | Gränichen |      | Fussgängerbrücke                         | Fachwerkbrücke | Stahl Holz  | 30         | 409          | Gebaut 2015/16 Der Gehbelag sowie der Handlauf wurden aus massivem Lärchenholz gefertigt. Wanderweg Gränichen−Rütihof |
|      | Heubrüggli                             | Gränichen |      | Feldwegbrücke                            | Bogenbrücke    | Stein Beton | 18         | 407          | Gebaut 1807 |
|      | Unbenannter Steg                       | Gränichen |      | Fussgängerbrücke                         | Balkenbrücke   | Holz        | 15         | 405          | Gebaut 1996 |
|      | Nordstrasse-Brücke                     | Gränichen |      | Strassenbrücke (zweispurig) mit Trottoir | Balkenbrücke   | Beton       | 20         | 403          | Höchstgeschwindigkeit 50 km/h |
|      | Wynabrücke Suhr (A1-Autobahn)          | Suhr      |      | Autobahnbrücke (vierspurig)              | Balkenbrücke   | Beton       | 30         | 402          | Bauwerksnummer N1-217 Höchstgeschwindigkeit 120 km/h |
|      | Wynemattestrasse-Brücke                | Suhr      |      | Strassenbrücke (einspurig)               | Balkenbrücke   | Beton       | 12         | 401          | Fahrverbot für Motorwagen und Motorräder: Ausgenommen Landwirtschaft Höchstgeschwindigkeit 50 km/h Veloland-Route 67 Wynental-Route (Luzern–Aarau) und Aargauer Veloroute 560 (Menziken-Aarau)                                                                       |
|      | Rynetelweg-Brücke                      | Suhr      |      | Strassenbrücke (einspurig)               | Balkenbrücke   | Beton       | 15         | 397          | Höchstgeschwindigkeit 50 km/h Wanderwege Gränichen−Schafisheim und Gränichen−Suhr |
|      | Hydrometrische Messstation-Brücke      | Suhr      |      | Fussgängerbrücke (privat)                | Balkenbrücke   | Stahl       | 18         | 394          | Hydrometrische Messstation Nr. 348 des Kantons Aargau (BVU Departement Bau, Verkehr und Umwelt) |
|      | Bernerweg-Brücke                       | Suhr      |      | Fussgänger- und Velobrücke               | Balkenbrücke   | Holz        | 20         | 394          | Gebaut 1963 Bauwerksnummer B-8102 Gemeinsamer Rad- und Fussweg Höchstgewicht 1,5 t Veloland-Route 34 Alter Bernerweg (Etappe 4 Zofingen–Baden) und Aargauer Veloroute 591 (Lenzburg–Suhr–Unterentfelden) Skatingland-Route 3 Mittelland Skate (Etappe 6 Brugg–Olten) |
|      | Wynabrücke Suhr (Bernstrasse-Ost)      | Suhr      |      | Strassenbrücke (zweispurig) 235          | Bogenbrücke    | Stein Beton | 20         | 394          | Gebaut 1770 Bauwerksnummer B-148 Das Bauwerk ist denkmalgeschützt. Höchstgeschwindigkeit 50 km/h |
|      | SBB-Brücke                             | Suhr      |      | Eisenbahnbrücke (eingleisig)             | Balkenbrücke   | Beton       | 30         | 394          | Höchstgeschwindigkeit 100 km/h Bahnstrecke Zofingen−Lenzburg |
|      | SBB-Brücke                             | Suhr      |      | Eisenbahnbrücke (eingleisig)             | Balkenbrücke   | Beton       | 30         | 394          | Frachtspur |
|      | Unbenannter Steg                       | Suhr      |      | Fussgängerbrücke                         | Bogenbrücke    | Stahl       | 16         | 390          | |